# Nepal na Letnich Igrzyskach Olimpijskich 1972
Nepal na Letnich Igrzyskach Olimpijskich 1972 reprezentowało 2 zawodników. Był to drugi start reprezentacji Nepalu na letnich igrzyskach olimpijskich.

## Skład reprezentacji

### Lekkoatletyka
| Zawodnik                   | Konkurencja | Finał   | Finał   |
| Zawodnik                   | Konkurencja | Wynik   | Miejsce |
| -------------------------- | ----------- | ------- | ------- |
| Bhakta Bahadur Sapkota     | maraton     | 2:57:58 | 60.     |
| Jit Bahadur Khatri Chhetri | maraton     | DNF     | DNF     |